# Półpasiec

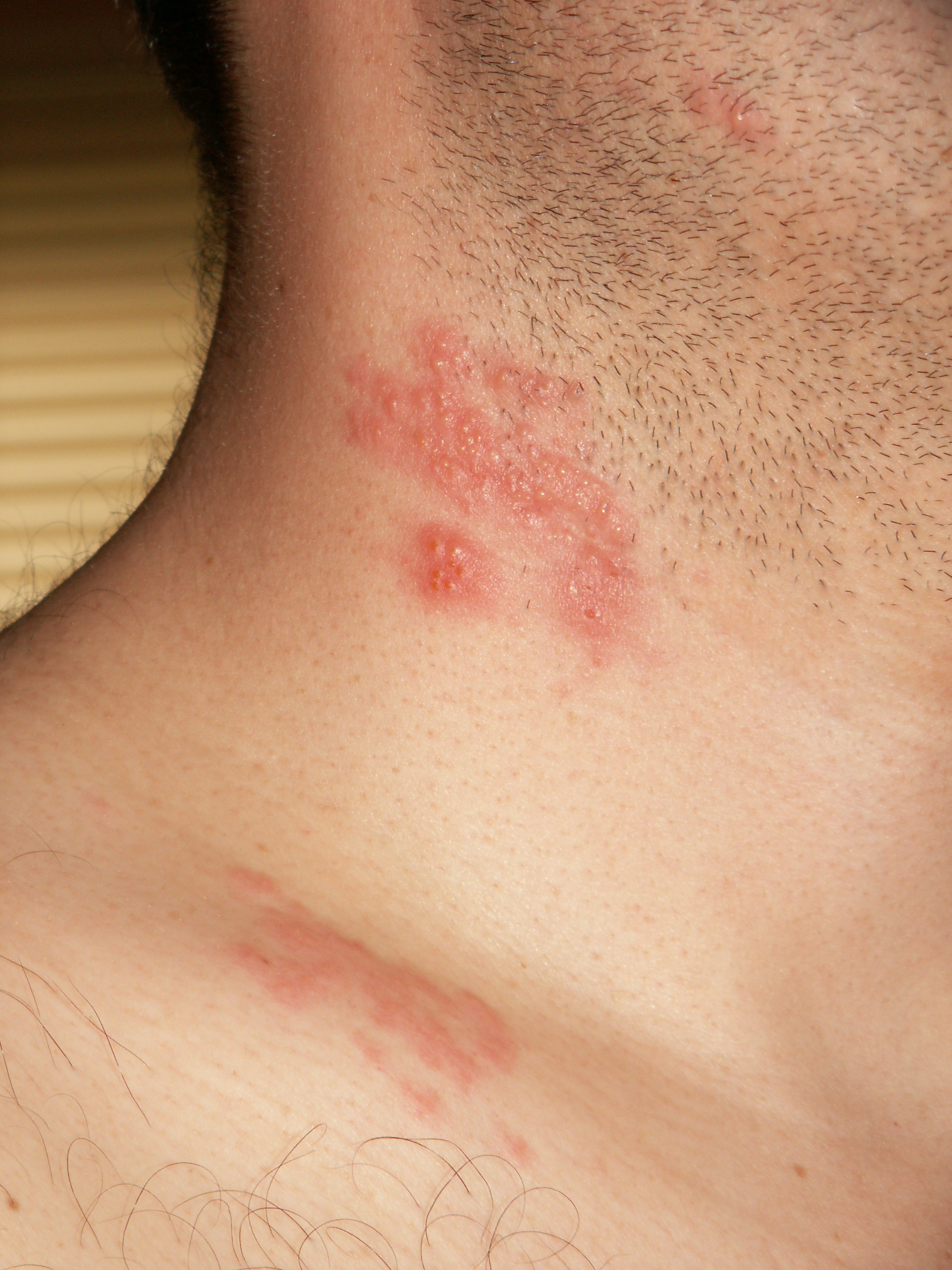
Półpasiec – wykwity na szyi

Półpasiec (łac. herpes zoster) – ostra wirusowa choroba zakaźna, której czynnikiem wywołującym jest wirus herpes virus varicella. Jest to ten sam wirus, który wywołuje ospę wietrzną. Schorzenie występuje u osób, które przebyły w przeszłości ospę wietrzną i u których doszło do reaktywacji utajonego zakażenia w zwojach czuciowych lub zakażenie nastąpiło w wyniku zetknięcia się z chorym na wietrzną ospę. Półpasiec objawia się występowaniem bolesnych pęcherzyków i wysypki, zlokalizowanej w charakterystycznych miejscach, wzdłuż przebiegu nerwów.

## Objawy i przebieg
Zmiany skórne: pęcherzyki i pęcherze surowicze na podłożu rumieniowym są zgrupowane lub rozsiane w obrębie zajętego segmentu; pomiędzy nimi mogą istnieć poletka skóry niezmienionej.
Najczęstszą lokalizacją jest twarz, zwłaszcza górna jej część (okolica unerwiona przez nerw oczny – pierwszą gałąź nerwu trójdzielnego). Zajęcie czubka i grzbietu nosa (objaw Hutchinsona) świadczy o dużym prawdopodobieństwie zajęcia również gałki ocznej (wspólne unerwienie – nerw nosowo-rzęskowy). Często zmiany występują na tułowiu, głównie na klatce piersiowej, plecach i brzuchu, tworząc poziomy pas pęcherzy w obrębie dermatomów. Zazwyczaj występują po jednej stronie ciała i nie przekraczają linii środkowej twarzy lub tułowia.
Pęcherze są bolesne i swędzące, podobne do pęcherzy tworzących się w przebiegu ospy wietrznej. Zajęta przez pęcherze okolica ciała może być opuchnięta i zaczerwieniona. Po około tygodniu pęcherze zaczynają wysychać, tworzą się strupy, które później odpadają.
Zmiany skórne są zwykle poprzedzone pieczeniem, swędzeniem, mrowieniem i dokuczliwymi bólami, które mogą się utrzymać w ciągu całego okresu trwania choroby (2–4 tygodnie). U osób starszych nerwobóle mogą się utrzymywać przez wiele miesięcy po ustąpieniu zmian skórnych (tzw. neuralgia popółpaścowa), i mogą mieć charakter nawrotowy, nawet po wielu latach od zachorowania.
| Dzień 1 | Dzień 2 | Dzień 5 | Dzień 6 |
| ------- | ------- | ------- | ------- |
|         |         |         |         |

Niekiedy występuje złe samopoczucie, zmęczenie, rzadziej bóle głowy i gorączka.
Półpasiec na ogół pozostawia trwałą odporność. Nawroty i zmiany rozsiane powinny skłaniać do dokładnego przebadania w kierunku złośliwych chłoniaków, białaczek, innych chorób nowotworowych i schorzeń przebiegających ze spadkiem odporności.

## Etiologia i zakażalność
Półpasiec jest wywoływany przez wirus ospy wietrznej i półpaśca (varicella zoster virus – VZV). Na chorobę tę zapadają osoby, które wcześniej przeszły ospę wietrzną. Po przechorowaniu ospy, wirus pozostaje w zwojach nerwowych w formie uśpionej i jego reaktywacja objawia się jako półpasiec. Czynniki wywołujące reaktywację zakażenia nie są w pełni poznane, ale można powiedzieć, że dochodzi do niej:
- u osób z osłabioną odpornością, w tym w przebiegu infekcji HIV,
- przy poważnych infekcjach,
- przy leczeniu immunosupresyjnym,
- podczas choroby nowotworowej,
- w okresach stresów i osłabienia,
- po szczepieniu.

Czasami powód nie jest uchwytny. Zachorowalność rośnie z wiekiem.
Od chorego na półpasiec można się zarazić ospą wietrzną, ale nie półpaścem. Wirus jest obecny w wydzielinie z pęcherzy i choroba jest zakaźna dopóki wszystkie pęcherze się nie zagoją. Dla zdrowej osoby, która przechorowała ospę, kontakt z chorym na półpasiec nie będzie stanowił zagrożenia. Warto jednak osłonić wykwity, a osoba, która nie chorowała na ospę, powinna kontakty z chorym ograniczyć, nawet jeśli wykwity są osłonięte. Kobiety w ciąży, które nie przechodziły ospy wietrznej w przeszłości i osoby o osłabionym układzie immunologicznym powinny unikać osób chorych na półpasiec.

## Odmiany kliniczne półpaśca

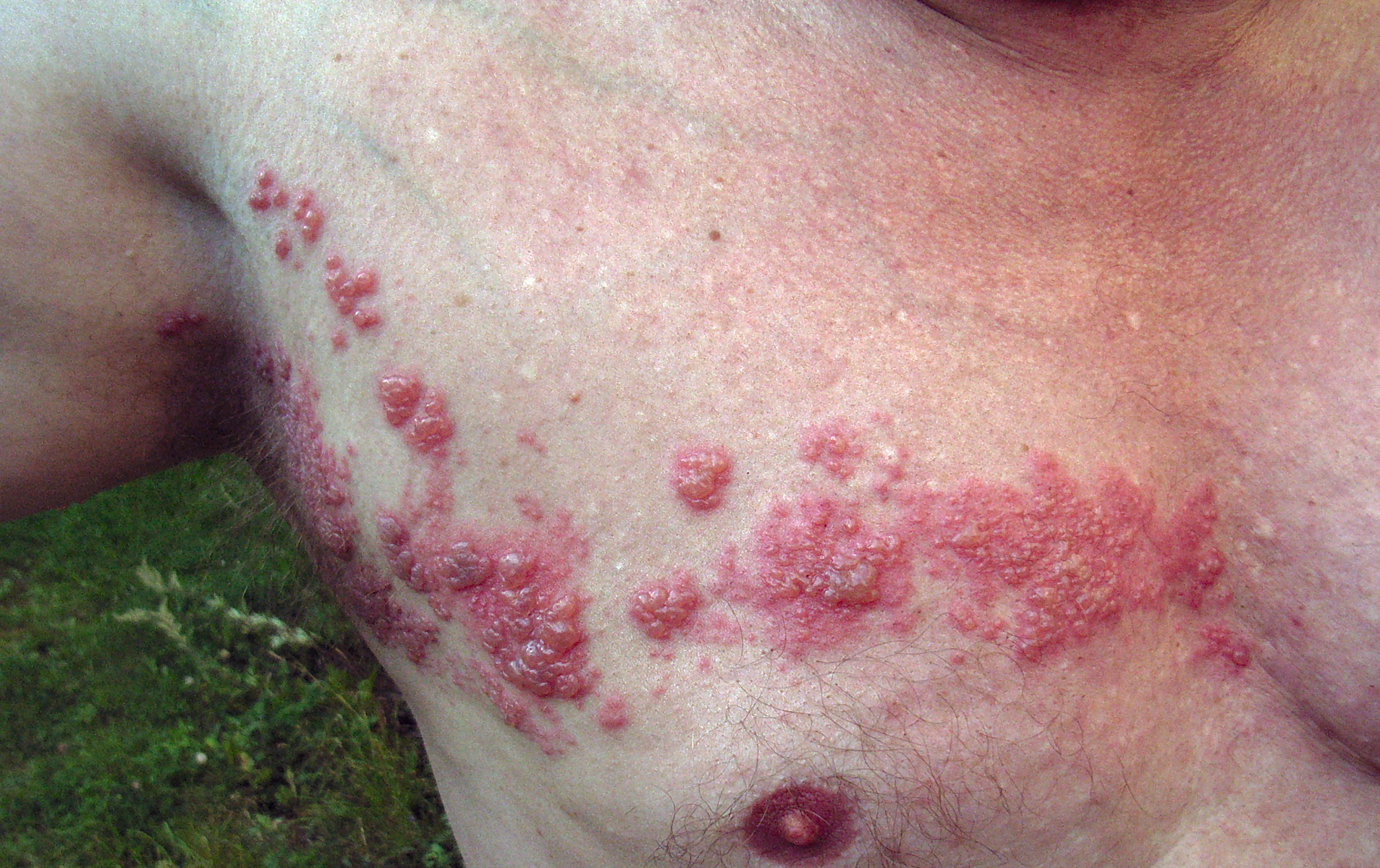
Półpasiec na klatce piersiowej

- krwotoczna (łac. zoster haemorrhagicus) – w przypadkach o ciężkim przebiegu
- oczna (łac. zoster ophthalmicus) – ze zmianami owrzodzenia rogówki
- uogólniona lub rozsiana (łac. zoster generalisatus s. disseminatus) – w której oprócz typowej lokalizacji segmentalnej występują zmiany rozsiane na tułowiu. Najczęściej towarzyszy chłoniakom i przerzutowym rakom. Inne przyczyny: immunosupresja (np. zakażenie wirusem HIV), choroby metaboliczne (cukrzyca)
- zgorzelinowa (łac. zoster gangraenosus) – zmiany ulegają rozpadowi z pozostawieniem zgorzelinowych owrzodzeń; przebieg zazwyczaj ciężki.

## Powikłania
- zapalenie rogówki i błony naczyniowej oka, blizny na rogówce (keratitis dendritica)
- porażenie nerwów unerwiających mięśnie poruszające gałką oczna (nerw okoruchowy – n. III, nerw bloczkowy – n. IV, nerw odwodzący – VI)
- częściowa utrata słuchu (porażenie nerwu słuchowego – n. VIII)
- porażenie nerwu twarzowego (n. VII) lub trójdzielnego (n. V)
- neuralgia – podczas przebiegu półpaśca występują nerwobóle głównie okolicy lędźwiowej kręgosłupa
- zapalenie płuc[2].

## Leczenie
Leczenie obejmuje okres do zagojenia zmian skórnych oraz dokuczliwej i niekiedy długotrwałej neuralgii po półpaścu. Dokuczliwość zmian skórnych można złagodzić, stosując miejscowe środki ściągające, łagodzące i chłodzące. Pomocne jest założenie miękkiego opatrunku, który chroni wrażliwą skórę przed podrażnieniem i ocieraniem o ubranie. Stosuje się także leki w postaci aerozoli i płynów o działaniu odkażającym, znieczulającym miejscowo i ściągającym. Ból można złagodzić, podając leki przeciwbólowe.
Zażywanie leków przeciwwirusowych (np. acyklowir, walacyklowir, famcyklowir) łagodzi przebieg choroby i ogranicza rozprzestrzenianie się wirusów. Leków tych nie powinno się jednak podawać rutynowo wszystkim chorym – leczenie przeciwwirusowe powinno być zarezerwowane dla cięższych przypadków choroby, półpaśca występującego w okolicy oczu oraz dla pacjentów po 50. roku życia i z osłabionym układem odpornościowym. W celu zapobieżenia neuralgii, po ustaniu wysiewu pęcherzy, wskazane są małe dawki kortykosteroidów. W wypadku silniejszych dolegliwości bólowych stosuje się karbamazepinę. W przypadkach ciężkich neuralgii, zwłaszcza u ludzi starszych, niekiedy korzystnie działają naświetlanie laserem stymulującym lub zastosowanie kremu z kapsaicyną.

## Zapobieganie
Szczepionki mogą pomóc w zapobieganiu ciężkim objawom półpaśca lub powikłaniom po tej chorobie. Wszystkie dzieci powinny otrzymać szczepionki przeciwko ospie wietrznej. Dorośli, którzy nigdy nie chorowali na ospę wietrzną, również powinni otrzymać tę szczepionkę.

## Klasyfikacja ICD10
| kod ICD10     | nazwa choroby                                       |
| ------------- | --------------------------------------------------- |
| ICD-10: B02   | Półpasiec [zoster]                                  |
| ICD-10: B02.0 | Zapalenie mózgu w półpaścu (G05.1*)                 |
| ICD-10: B02.1 | Zapalenie opon mózgowych w półpaścu (G02.0*)        |
| ICD-10: B02.2 | Półpasiec z zajęciem innych części układu nerwowego |
| ICD-10: B02.3 | Półpaścowa choroba gałki ocznej                     |
| ICD-10: B02.8 | Półpasiec z innymi powikłaniami                     |
| ICD-10: B02.9 | Półpasiec bez powikłań                              |